# ХК Давос
ХК Давос је швајцарски хокејашки клуб из Давоса. Клуб се такмичи у швајцарској Националној лиги А.
Утакмице као домаћин игра у Вајлант арени капацитета 7.080 места.

## Историја
ХК Давос је основана 1921. године и био је доминантан клуб више од три деценије од 1926. до 1960. Међутим, тим је испао у другу лигу 1990, што представља једну од најнижих тачака у његовој историји. Након две године проведене у нижем рангу, клуб се вратио у највиши ранг. Давос је у новијој историји постао првак Швајцарске 2002, 2005, 2007, 2009 и 2011, што га са укупно тридесет титула чини најуспешнијим клубом у Швајцарској.
Од 1923. Давос организује Шпенглеров куп. Поред Давоса учествују и клубови који добију позивницу. Давос је петнаест пута освајао овај турнир.

## Дворана
Вајлант арена има капацитет од 7.080 места. На месту данашње дворане постојало је велико клизалиште на отвореном које је у прошлости било место одржавања бројних међународних такмичења, између осталих Шпенглеровог купа. Налази се на надморској висини од 1.560 метара. Кровна конструкција од дрвета постављена је 1979. када је Давос изборио пласман у швајцарску елитну лигу. Године 1981. дворана је затворена са бочних страна постављањем великих стаклених панела.
Дворана је први пут значајније дограђена 1998. када је комплетно реновирана западна трибина на коју су постављена пластична седишта на два нивоа. Други пут је обновљена 2005. године. У јануару 2007. дворана је преименована у Вајлант арена према главном спонзору који је уложио око три милиона евра за будуће трошкове одржавања.

## Трофеји
- Национална лига А:
  - Првак (30) :1926, 1927, 1929, 1930, 1931, 1932, 1933, 1934, 1935, 1937, 1938, 1939, 1941, 1942, 1943, 1944, 1945, 1946, 1947, 1948, 1950, 1958, 1960, 1984, 1985, 2002, 2005, 2007, 2009, 2011
- Шпенглеров куп:
  - Првак (14) :1927, 1933, 1936, 1938, 1941, 1942, 1943, 1951, 1957, 1958, 2000, 2001, 2004, 2006, 2011

## Познати бивши играчи
- Џо Торнтон
- Рик Неш
- Валериј Шилрајев
- Јани Нинима
- Марк Штрајт
- Јонас Хоглунд
- Андрес Амбул
- Никлас Хагман
- Јонас Хилер
- Петери Нумелин
- Вацлав Варада